# القواعد المعجمية
القواعد المعجمية (lexical grammar)
في علم الحاسوب، القواعد المعجمية هي القواعد الرسمية التي تحدد بناء الجملة من الرموز. يتم كتابة البرنامج باستخدام الأحرف التي يتم تعريفها من خلال بنية معجم اللغة المستخدمة. مجموعة الأحرف تعادل مجموعة الأحرف الأبجدية المستخدمة بواسطة أي لغة مكتوبة. القواعد النحوية تضع القواعد التي تحكم كيفية تقسيم متسلسلة الأحرف إلى متسلسلات جزئية كل جزء منها يمثل رمزًا فرديًا. يتم تعريف هذا من حيث التعبيرات العادية.
على سبيل المثال، تحدد القواعد النحوية للمفردات للعديد من لغات البرمجة أن السلسلة الحرفية تبدأ بعلامة «وتستمر حتى يتم العثور على علامة» مطابقة. أن المعرف هو تسلسل أبجدي رقمي (أحرف وأرقام، وعادة ما يسمح أيضًا بوجود شُرط سفلية، ويمنع الأرقام المبدئية). وأن الاعداد الصحيحة هي سلسلة من الأرقام. لذا في متتابعة الأحرف التالية abc" xyz1 23" الرموز هي سلسلة ومعرف ورقم بالإضافة إلى رموز المسافة البيضاء لأن المسافة البيضاء تنهي تسلسل الاحرف والأرقام والرموز التي تشكل المعرف. وعلاوة على ذلك، يتم تصنيف بعض التسلسلات ككلمات دالة - هذه عموما لها نفس شكل المعرفات (كلمات أبجدية عادةً)، ولكن يتم تصنيفها بشكل منفصل، رسميا لديهم نوع رمزي مختلف.
آمثلة:
التعبيرات العادية للقواعد المعجمية المشتركة تتبع (على سبيل المثال، c).
معرف:
*[_A-Za-z_][A-Za-z0-9]
المراجع:
1. ↑  1970-، Buyya, Rajkumar, (2009). Object-oriented programming with Java : essentials and applications. New Delhi: Tata McGraw-Hill. ISBN:9780070669086. OCLC:496941611. مؤرشف من الأصل في 2019-12-12. {{استشهاد بكتاب}}: الوسيط |الأخير= يحوي أسماء رقمية (مساعدة)صيانة الاستشهاد: أسماء متعددة: قائمة المؤلفين (link) صيانة الاستشهاد: علامات ترقيم زائدة (link)
2. ↑  The Java language specification (ط. 2nd ed). Boston: Addison-Wesley. 2000. ISBN:9780201310085. OCLC:44101162. مؤرشف من الأصل في 2019-12-12. {{استشهاد بكتاب}}: |طبعة= يحتوي على نص زائد (مساعدة)